# Outer London
Outer London is een groep van 20 boroughs in de Engelse regio Groot-Londen en telt 4.405.977 inwoners. De oppervlakte bedraagt 1253 km².
(De groep van 13 boroughs binnen deze ring worden tot Inner London gerekend.)

## Demografie
Van de bevolking is 13,8 % ouder dan 65 jaar. De werkloosheid bedraagt 3,6 % van de beroepsbevolking (cijfers volkstelling 2001).
Het aantal inwoners steeg van ongeveer 4.230.000 in 1991 naar 4.405.977 in 2001.

## Boroughs
Outer London bestaat uit volgende boroughs:
- Barking and Dagenham
- Barnet
- Bexley
- Brent
- Bromley
- Croydon
- Ealing
- Enfield
- Haringey
- Harrow
- Havering
- Hillingdon
- Hounslow
- Kingston upon Thames
- Merton
- Newham
- Redbridge
- Richmond upon Thames
- Sutton
- Waltham Forest